# Gueto de Bełchatów
El gueto de Bełchatów (en alemán Bełchatów), fue un gueto establecido por los nazis en la Polonia ocupada durante la Segunda Guerra Mundial, para congregar a población judía. Emplazado en la ciudad de Bełchatów.

## Historia
El gueto fue establecido en marzo de 1941, restringido principalmente a las calles de Pabianicka, Fabryczna, Krolewska y Sienkiewicza. Sin embargo, se consideraba un gueto "abierto", aunque algunas calles de la ciudad estaban cerradas a los judíos.
Las condiciones eran abarrotadas, especialmente porque muchas casas habían sido destruidas por el fuego y más judíos de las ciudades circundantes fueron trasladados al gueto. Obtener agua, medicinas y atención médica era extremadamente difícil. Los judíos trabajaban en la ciudad y, a menudo, vendían sus pertenencias a cambio de comida. El comercio ilegal creció a pesar del severo castigo de la cárcel, o incluso de la muerte, si los atrapaban.
Muchos judíos también cosían ropa para el ejército nazi en una fábrica tomada por los alemanes. Hasta mediados de 1941, existía algo parecido a una vida social limitada incluso en ese terrible entorno.
El Bund (el partido obrero socialdemócrata judío), los grupos comunistas, Agudat Israel (un partido político religioso) y las escuelas continuaron reuniéndose clandestinamente. Una vez que comenzó el trabajo forzoso, las escuelas cerraron y toda esta actividad se detuvo. Los judíos fueron enviados a las ciudades circundantes para limpiar las calles, la mayor parte de la paga se destinó a la ciudad de Belchatow y una parte al Judenrat (consejos judíos establecidos por los nazis para gobernar los asuntos judíos en la Europa ocupada). En marzo de 1942, de 5,460 a 6,000 personas vivían en el gueto.